# سفيان بنجديدة
سفيان بنجديدة (مواليد في 5 سبتمبر 2001) هو لاعب كرة قدم مغربي، يشغل مركز مهاجم في نادي المغرب الفاسي.

## روابط خارجية
- سفيان بنجديدة على موقع إي إس بي إن إف سي (الإنجليزية)
- سفيان بنجديدة على موقع قاعدة بيانات كرة القدم.إي يو (الإنجليزية)
- سفيان بنجديدة على موقع ليكيب (الفرنسية)
- سفيان بنجديدة على موقع Soccerbase.com (لاعب) (الإنجليزية)
- سفيان بنجديدة على موقع Soccerway.com (الإنجليزية)
- سفيان بنجديدة على موقع عالم كرة القدم.نت (الإنجليزية)
- سفيان بنجديدة على موقع كووورة
- سفيان بنجديدة على موقع GSA (الإنجليزية)